# Inscriptions grecques de la France
Les Inscriptions grecques de la France (souvent abrégées IGF) sont un corpus épigraphique inventoriant l’ensemble des inscriptions antiques en langue grecque retrouvées sur le territoire de la France actuelle (et non sur le territoire des Gaules, comme dans les précédents corpus). Il est l’œuvre de Jean-Claude Decourt.

## Référence
- Jean-Claude Decourt, Inscriptions grecques de la France (IGF), Lyon, Maison de l’Orient et de la Méditerranée, coll. « Travaux de la maison de l’Orient et de la Méditerranée », 2004, XXXI + 363 + L (ISBN 2-903264-80-5, ISSN 1955-4982) (Consulter en ligne).